# Stazione di Tigre
La stazione di Tigre (Estación Tigre in spagnolo) è una stazione ferroviaria argentina della linea Mitre, capolinea della ferrovia per Buenos Aires.

## Storia
Una prima stazione fu aperta nel 1865 lungo il río Tigre. Nel 1995 fu aperta il nuovo scalo ferroviario, situato ad un centinaio di metri più a sud-ovest, mentre il vecchio fabbricato fu convertito in una stazione fluviale.